# Gura (Eritrea)
Gura o Gura'e è un insediamento nella Regione del Sud (Eritrea), nel nord-est dell'Africa. Si trova nell'omonima valle della Gura negli altopiani eritrei sudorientali. Si trova a circa 9 chilometri a SE di Decamerè e circa 32 chilometri SSE della capitale Asmara.

## Storia
Gura si sviluppò come un mercato nel sito attuale dal XVII secolo d.C. Si trovava su una rotta di carovane che collegava la Regione dei Tigrè con il porto di Massaua sul Mar Rosso tra i fiumi Alighede e Mareb.

### XIX secolo
Durante la guerra etio-egiziana del XIX secolo (1874-1876), Gura (e la vicina Khaya Khor) fu il sito di due importanti fortezze del Chedivato d'Egitto e, successivamente, di una grande vittoria etiopica sugli abitanti nel 1876. La successiva disfatta dal 7 al 9 marzo pose fine all'egemonia egiziana sull'Eritrea ed il litorale del Mar Rosso e lasciò aperta la possibilità per la Terza Repubblica francese di colonizzare l'intera regione e mettere in pericolo le rotte del Regno Unito di Gran Bretagna e Irlanda attraverso il Canale di Suez.
A seguito della completa Occupazione britannica dell'Egitto e dell'arrivo del Muhammad Ahmad nel Sudan Anglo-Egiziano, il forte egiziano di Gura fu tra quelli descritti nel trattato tripartito di Adua del 1884. Il trattato, firmato ad Adua e ratificato dalla regina Vittoria del Regno Unito, obbligò l'Impero d'Etiopia a sorvegliare l'evacuazione delle guarnigioni egiziane esposte in Eritrea e nel Sudan meridionale attraverso il porto di Massaua in cambio delle forniture di armi e munizioni delle guarnigioni, riconoscendo la sovranità delle terre dei Bilen (essenzialmente, gli altipiani della moderna Eritrea, che gli etiopi chiamavano Amasien) ed altre concessioni.
Durante questo periodo, Gura servì come la capitale per Alula Engida nella provincia etiopica di Amasien prima di Asmara. Tuttavia, una volta che l'Etiopia riuscì a risolvere il problema, la preoccupazione della Gran Bretagna per la rapida espansione francese della sua colonia (Storia di Gibuti) nel Golfo di Tagiura (l'odierna Gibuti) la portò a sostenere apertamente l'incruenta occupazione italiana di Massaua e la creazione della colonia italiana d'Eritrea. La terra egiziana di Gura fu occupata dall'alleato italiano Bahta Hagos nel 1889. La battaglia di Adua che pose fine alla guerra di Abissinia non gli consentì di annettere l'intera Etiopia, ma continuò a tenere Gura e altre città negli ex-altipiani egiziani.

### XX secolo
Sotto il protettorato italiano, Gura fu lasciata sottosviluppata fino a quando Benito Mussolini iniziò a costruire la presenza militare italiana in preparazione della Guerra d'Etiopia. Gran parte della ex città fu eliminata per stabilire una base militare, che servì da principale aeroporto per il fronte settentrionale della guerra. Come tale, la base è stata pesantemente coinvolta durante il conflitto nell'uso italiano di armi chimiche come il gas iprite.
La Regia Aeronautica arriva il 21 settembre 1935 con la 118ª Squadriglia, il 28 settembre successivo con la 131ª Squadriglia ed al 15 gennaio 1936 era presente con la Brigata aerea da bombardamento (formata dall'8º Stormo e del 9º Stormo). Al 10 giugno 1940 era sede della 414ª Squadriglia Autonoma Caccia Terrestre con 6 Fiat C.R.42. Una volta catturato dagli Alleati della seconda guerra mondiale durante la Campagna dell'Africa Orientale Italiana, ospitò una base di supporto della Royal Air Force (RAF) ed un ospedale da campo australiano. Nel maggio del 1943 l'aeroporto di Gura fu oggetto di un bombardamento da parte di un SM-75 comandato dal Magg. Giulio Cesare Villa della Regia Aeronautica
Alla fine della guerra, l'Eritrea fu incorporata nell'Etiopia restaurata di Hailé Selassié. Gli amministratori britannici avevano già smantellato la base aerea di Gura, lasciando solo l'asfalto. Mancando di un aeroporto e fuori dalle principali linee di trasporto e comunicazione, la comunità è stata messa in ombra dalla vicina Decamerè. Come alleato della Guerra fredda degli Stati Uniti, tuttavia, l'Etiopia Imperiale fu in grado di ospitare sul suo sito aerei da ricognizione americani durante l'inizio della Guerra d'indipendenza dell'Eritrea. L'operazione cessò con il rovesciamento dell'impero da parte del governo Derg comunista negli anni '70, cambiando il ruolo dell'Etiopia nella Guerra Fredda.
Mentre il Fronte di Liberazione del Popolo Eritreo (EPLF) ha dimostrato un crescente successo e ha cominciato a controllare la maggior parte del paese attuale, il Derg ha continuato a detenere aree degli altipiani e, dopo la sconfitta nella Seconda Battaglia di Massaua nel 1990, ha continuato a usare il Napalm e bombe a grappolo contro la città. La fine del conflitto e il riconoscimento di Addis Abeba furono assicurati dalla vittoria dell'EPLF in una grande battaglia di carri armati nella valle intorno a Gura il 20 maggio 1991.